# Felix Grundy
Felix Grundy (11 de septiembre de 1777 - 19 de diciembre de 1840) fue un representante y senador de Tennessee quien se desempeñó como fiscal general de los Estados Unidos.

## Biografía
Felix Grundy nació en el Condado de Berkeley Virginia. Grundy se mudó a Brownsville, Pensilvania y entonces Kentucky con sus padres. Fue educado a casa y en el Bardstown Academy en Bardstown, Kentucky. Entonces estudió el derecho, fue admitido a la abogacía en Kentucky, y estableció un bufete en Springfield, Kentucky, en 1799.
En 1799, fue elegido para representar el Condado de Washington en la segunda Convención constitucional de Kentucky. Desde 1800 hasta 1802, representó el Condado de Washington en la Cámara de Representantes de Kentucky. Entonces se mudó al Condado de Nelson, el que representó en la Cámara de Representantes desde 1804 hasta 1806. El 10 de diciembre de 1806 fue nombrado juez asociado de la Corte de Apelaciones de Kentucky, y fue nombrado presidente de la Corte el 11 de abril de 1807. Ese año, renunció y se mudó a Nashville, Tennessee, donde empezó a ejercer otra vez. Grundy hizo su decisión en parte a causa de su oposición al ascendente político whig Henry Clay.
Fue elegido como demócrata-republicano a la Cámara de Representantes y sirvió desde 4 de marzo de 1811 hasta su renuncia en julio de 1814.
Entonces sirvió en la Cámara de Representantes de Tennessee desde 1819 hasta 1825. En 1820 fue comisionado para resolver la frontera entre Tennessee y Kentucky. En 1829, fue elegido al Senado comojacksoniano, donde sirvió hasta el 4 de julio de 1838.
El presidente Martin Van Buren nombró a Grundy fiscal general de los Estados Unidos en julio de 1838. Renunció su cargo en diciembre de 1839 después de ser elegido al Senado otra vez, sirviendo hasta su muerte en Nashville en 1840.
Su tumba está en el Nashville City Cemetery en Nashville, Tennessee. Condados en Illinois, Iowa, Misuri y Tennessee fueron nombrados en su honor.
El municipio de Grundy Center, Iowa en el Condado de Grundy también es nombrado en su honor.